# Văn Hữu Chiến
Văn Hữu Chiến (sinh năm 1954) là chính khách Việt Nam. Ông nguyên là Phó Bí thư Thành ủy, Chủ tịch Ủy ban nhân dân Thành phố Đà Nẵng khóa VIII nhiệm kỳ 2011–2016.

## Tiểu sử
Văn Hữu Chiến sinh năm 1954, quê quán huyện Điện Bàn, tỉnh Quảng Nam. nhưng tập kết ra Bắc rồi về quê 1975
Trình độ: Kĩ sư Cầu đường.

## Sự nghiệp
Văn Hữu Chiến từng giữ các chức vụ Trưởng Ban Quản lí Dự án QL14B, Giám đốc Sở Giao thông – Công chính Tp Đà Nẵng, Phó Chủ tịch Ủy ban nhân dân Tp kiêm Trưởng Ban Quản lí Khu Công nghệ cao Đà Nẵng (thôi kiêm nhiệm chức vụ này từ 1/7/2011), đại biểu Hội đồng nhân dân thành phố khóa VIII nhiệm kỳ 2011-2016.
Ngày 30/9/2011, Hội nghị lần thứ 5 Ban Chấp hành Đảng bộ Tp Đà Nẵng khóa XX đã bầu ông Văn Hữu Chiến, Ủy viên Ban Thường vụ Thành ủy, Phó Chủ tịch Ủy ban nhân dân Tp Đà Nẵng nhiệm kỳ 2004-2011, giữ chức vụ Phó Bí thư Thành ủy Đà Nẵng nhiệm kỳ 2010-2015.
Sáng ngày 3/10/2011, tại kỳ họp lần thứ 2 Hội đồng nhân dân Thành phố Đà Nẵng (phiên họp bất thường), đã bầu ông Văn Hữu Chiến, Phó Bí thư Thành ủy Đà Nẵng, Phó Chủ tịch Ủy ban nhân dân giữ chức vụ Chủ tịch Ủy ban nhân dân Tp Đà Nẵng khóa VIII nhiệm kỳ 2011-2016, với 45/49 phiếu bầu đạt tỉ lệ 91,83%.
Kể từ ngày 1/1/2015 ông Văn Hữu Chiến nghỉ hưu theo chế độ.
Sáng ngày 17/3/2015, tại Đại hội lần thứ V của Liên hiệp các Hội Khoa học và Kỹ thuật Đà Nẵng, ông Văn Hữu Chiến, nguyên Chủ tịch Ủy ban nhân dân Tp Đà Nẵng được bầu giữ chức vụ Chủ tịch Liên hiệp hội.

## Bị điều tra và khởi tố
Ngày 17 tháng 4 năm 2018, ông Văn Hữu Chiến bị khởi tố, cho phép tại ngoại để điều tra về các tội Vi phạm quy định về quản lý, sử dụng tài sản nhà nước gây thất thoát, lãng phí (Điều 219 Bộ luật Hình sự năm 2015) và Vi phạm các quy định của nhà nước về quản lý đất đai (Điều 229 Bộ luật Hình sự năm 2015) liên quan đến vụ án Vũ nhôm. Cụ thể, liên quan đến Dự án Đa Phước, ngày 17/1/2013, Thanh tra Chính phủ công khai thông báo về kết luận thanh tra trách nhiệm của chủ tịch UBND Tp Đà Nẵng Văn Hữu Chiến trong việc chấp hành pháp luật về thanh tra, khiếu nại, tố cáo và phòng, chống tham nhũng, thanh tra một số dự án đầu tư có liên quan đến việc quản lý sử dụng đất đai với thất thoát được chỉ ra là trên 3.400 tỉ đồng. Riêng khu đất 29 ha thuộc dự án Sân golf Đa Phước giao cho Công ty CP 79 thấp hơn giá thành phố quy định, làm lợi cho Công ty CP 79 là hơn 570 tỉ đồng".

## Kỷ luật
Ngày 14 tháng 9 năm 2020, Ủy ban Kiểm tra Trung ương đề nghị Ban Bí thư xem xét, thi hành kỷ luật khai trừ ra khỏi Đảng 4 đảng viên thuộc Đảng bộ TP Đà Nẵng: nguyên chủ tịch TP Văn Hữu Chiến; nguyên phó chủ tịch TP Nguyễn Ngọc Tuấn; nguyên giám đốc sở Tài nguyên và Môi trường Nguyễn Điểu, nguyên Bí thư Đảng ủy các KCN Đào Tấn Bằng.

## Án tù
Ngày 12 tháng 5 năm 2020, TAND Cấp cao tại Hà Nội tuyên phạt Văn Hữu Chiến 10 năm tù, giảm 02 năm tù so với cấp sơ thẩm, bị bắt giam ngay tại tòa.